# 51. Międzynarodowy Festiwal Filmowy w Berlinie
51. Międzynarodowy Festiwal Filmowy w Berlinie odbył się w dniach 7-18 lutego 2001 roku. Imprezę otworzył pokaz brytyjskiego dramatu wojennego Wróg u bram w reżyserii Jean-Jacques’a Annauda. W konkursie głównym zaprezentowano 23 filmy pochodzące z 13 różnych krajów.
Jury pod przewodnictwem amerykańskiego producenta Billa Mechanica przyznało nagrodę główną festiwalu, Złotego Niedźwiedzia, francuskiemu filmowi Intymność w reżyserii Patrice'a Chéreau. Drugą nagrodę w konkursie głównym, Srebrnego Niedźwiedzia − Grand Prix Jury, przyznano chińskiemu filmowi Rower z Pekinu w reżyserii Wanga Xiaoshuai.
Honorowego Złotego Niedźwiedzia za całokształt twórczości odebrał amerykański aktor Kirk Douglas. W ramach festiwalu odbyła się retrospektywa twórczości niemieckiego reżysera Fritza Langa.

## Członkowie jury

### Konkurs główny
- Bill Mechanic, amerykański producent filmowy − przewodniczący jury[4]
- Fatih Akın, niemiecki reżyser
- Dario Argento, włoski reżyser
- Hector Babenco, brazylijski reżyser
- Jacqueline Bisset, brytyjska aktorka
- Dominique Blanc, francuska aktorka
- Xie Fei, chiński reżyser
- Diego Galán, hiszpański reżyser
- Kyoko Hirano, japońska scenarzystka

## Selekcja oficjalna

### Otwarcie i zamknięcie festiwalu
|             | Tytuł                                           | Reżyseria           | Kraj produkcji  |
| ----------- | ----------------------------------------------- | ------------------- | --------------- |
| Otwierający | Wróg u bram                                     | Jean-Jacques Annaud | Wielka Brytania |
| Zamykający  | 2001: Odyseja kosmiczna (wersja odrestaurowana) | Stanley Kubrick     | Wielka Brytania |

### Konkurs główny
Następujące filmy zostały wyselekcjonowane do udziału w konkursie głównym o Złotego Niedźwiedzia i Srebrne Niedźwiedzie:
| Tytuł polski              | Tytuł oryginalny                              | Reżyseria            | Kraj produkcji    |
| ------------------------- | --------------------------------------------- | -------------------- | ----------------- |
| Moja siostra              | À ma soeur!                                   | Catherine Breillat   | Francja           |
| Betelowe panienki         | 爱你爱我 Ai ni ai wo                          | Lin Cheng-sheng      | Tajwan            |
| Wykiwani                  | Bamboozled                                    | Spike Lee            | Stany Zjednoczone |
| Czekolada                 | Chocolat                                      | Lasse Hallström      | Wielka Brytania   |
| Bagno                     | La Ciénaga                                    | Lucrecia Martel      | Argentyna         |
| Królowie życia            | The Claim                                     | Michael Winterbottom | Wielka Brytania   |
| On, ona i on              | Le fate ignoranti                             | Ferzan Özpetek       | Włochy            |
| Felix i Lola              | Félix et Lola                                 | Patrice Leconte      | Francja           |
| Szukając siebie           | Finding Forrester                             | Gus Van Sant         | Stany Zjednoczone |
| Strefa bezpieczeństwa     | 공동경비구역 JSA Gongdong gyeongbi guyeok JSA | Park Chan-wook       | Korea Południowa  |
| Intymność                 | Intimacy                                      | Patrice Chéreau      | Francja           |
| Inugami                   | 犬神家の一族 Inugami                          | Masato Harada        | Japonia           |
| Włoski dla początkujących | Italiensk for begyndere                       | Lone Scherfig        | Dania             |
| Kuroe                     | クロエ Kuroe                                  | Gō Rijū              | Japonia           |
| Mały Senegal              | Little Senegal                                | Rachid Bouchareb     | Francja           |
| Malena                    | Malèna                                        | Giuseppe Tornatore   | Włochy            |
| My Sweet Home             | My Sweet Home                                 | Filippos Tsitos      | Niemcy            |
| Rower z Pekinu            | 十七岁的单车 Shiqi sui de dan che             | Wang Xiaoshuai       | Chiny             |
| Krawiec z Panamy          | The Tailor of Panama                          | John Boorman         | Stany Zjednoczone |
| Traffic                   | Traffic                                       | Steven Soderbergh    | Stany Zjednoczone |
| Weiser                    | Weiser                                        | Wojciech Marczewski  | Polska            |
| Dowcip                    | Wit                                           | Mike Nichols         | Stany Zjednoczone |
| You’re the One            | You’re the One (una historia de entonces)     | José Luis Garci      | Hiszpania         |

### Pokazy pozakonkursowe
Następujące filmy zostały wyświetlone na festiwalu w ramach pokazów pozakonkursowych:
| Tytuł polski    | Tytuł oryginalny   | Reżyseria           | Kraj produkcji    |
| --------------- | ------------------ | ------------------- | ----------------- |
| Wróg u bram     | Enemy at the Gates | Jean-Jacques Annaud | Wielka Brytania   |
| Hannibal        | Hannibal           | Ridley Scott        | Stany Zjednoczone |
| Zatrute pióro   | Quills             | Philip Kaufman      | Stany Zjednoczone |
| Super 8 Stories | Super 8 Stories    | Emir Kusturica      | Jugosławia        |
| Trzynaście dni  | Thirteen Days      | Roger Donaldson     | Stany Zjednoczone |

## Laureaci nagród

### Konkurs główny
Złoty Niedźwiedź
- Intymność, reż. Patrice Chéreau

Srebrny Niedźwiedź − Nagroda Grand Prix Jury
- Rower z Pekinu, reż. Wang Xiaoshuai

Srebrny Niedźwiedź dla najlepszego reżysera
- Lin Cheng-sheng − Betelowe panienki

Srebrny Niedźwiedź dla najlepszej aktorki
- Kerry Fox − Intymność

Srebrny Niedźwiedź dla najlepszego aktora
- Benicio del Toro − Traffic

Srebrny Niedźwiedź - Nagroda Jury
- Włoski dla początkujących, reż. Lone Scherfig

Srebrny Niedźwiedź za wybitne osiągnięcie artystyczne
- Zdjęcia: Raúl Pérez Cubero − You’re the One

Nagroda im. Alfreda Bauera za innowacyjność
- Lucrecia Martel − Bagno

### Konkurs filmów krótkometrażowych
Złoty Niedźwiedź dla najlepszego filmu krótkometrażowego
- Czarna dusza, reż. Martine Chartrand

### Pozostałe nagrody
Nagroda FIPRESCI
- Włoski dla początkujących, reż. Lone Scherfig

Nagroda Jury Ekumenicznego
- Włoski dla początkujących, reż. Lone Scherfig

Honorowy Złoty Niedźwiedź za całokształt twórczości
- Kirk Douglas